# CE-010
A rodovia CE-010, mais conhecida como Estrada da Sabiaguaba, é uma rodovia estadual localizada em Fortaleza, Ceará, que fica entre a Ponte do Rio Cocó (Sabiaguaba) e o entroncamento da CE-040, em Eusébio. Possui 13,18 km de extensão e serve como rota de caminhões que fazem o transporte de cargas pesadas entre os portos do Mucuripe e Pecém, além de impactar diretamente no deslocamento e acesso ao Polo Industrial e Tecnológico da Saúde – PITS, instalado no bairro Precabura, no Eusébio.

## Informações gerais
A obra envolveu recursos do Governo Federal e Estadual, que totalizaram um valor de R$ 119.338.602,57. Os trabalhos foram tocados pela Secretaria da Infraestrutura, através do Departamento Estadual de Rodovias (DER), órgão vinculado à SEINFRA.
Foram realizados serviços de movimentação de terra, pavimentação asfáltica, drenagem, obras d’arte correntes e especiais (viadutos), sinalizações horizontal e vertical, proteção ambiental e piso intertravados. A rodovia possui pistas de rolamento de 10,5 metros cada, totalizando 21 m.